# Gustav Adolf Bergenroth
Gustav Adolf Bergenroth (26 de febrero de 1813, Oletzko, Prusia Oriental - 13 de febrero de 1869, Madrid) fue un historiador alemán afincado en el Reino Unido que realizó investigaciones pioneras en los archivos históricos españoles entre 1860 y 1868.

## Juventud
Gustav Adolf fue el segundo hijo varón de un magistrado prusiano instalado cerca de la frontera con Rusia. A los 20 años de edad ingresó en la Universidad de Königsberg para hacer carrera de funcionario público. Su vida de estudiante fue intensa, siendo nombrado presidente su fraternidad y siendo también herido en un duelo a espada. Desde 1836 hasta 1845 desempeñó empleos en la administración de justicia prusiana en las ciudades de Königsberg, Köslin, Berlín y finalmente Colonia. En 1838 falleció su padre mientras que su madre le sobrevivió.

## Actividad política y viajes

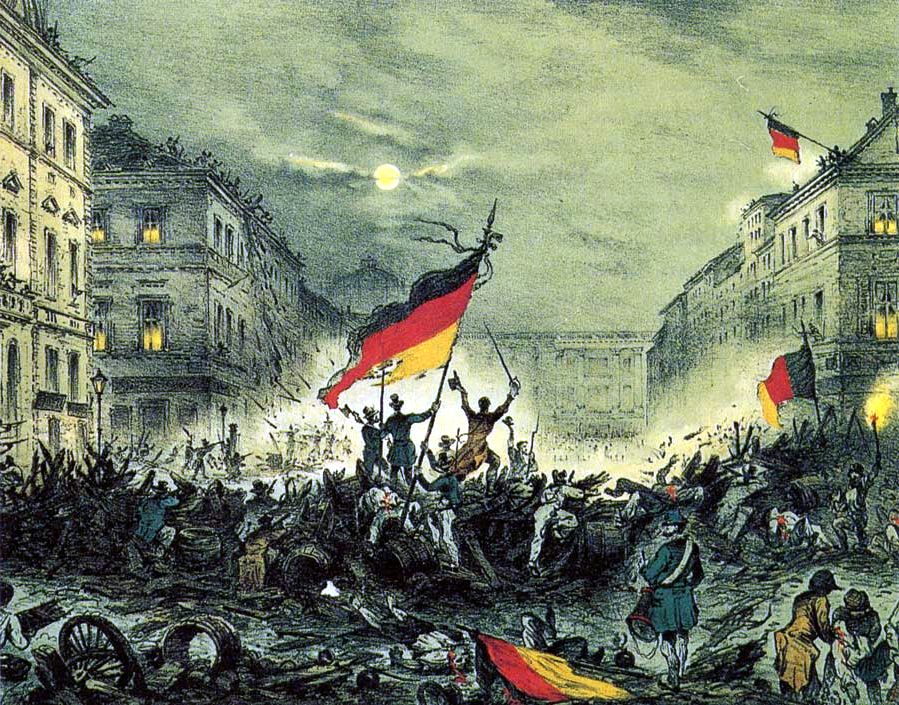
Revolución de 1848 en Berlín.

En Colonia, a donde llegó en 1845, Bergenroth se unió al movimiento político socialista, lo cual le empezó a causar problemas con las autoridades prusianas. Ese mismo año pidió excedencia y realizó un viaje por Italia, tras lo cual se reincorporó a un nuevo trabajo en Berlín (1846-1849). En 1847 realizó una estancia de investigación en Francia.
Se encontraba en Berlín cuando estalló la Revolución de 1848. Participó en la fundación del Club Democrático y, al ser derrotados los revolucionarios por el general Wrangel, tuvo que dimitir de su cargo y pasar a la clandestinidad.
Poco después llegaron a Alemania noticias de la fiebre del oro de California. Los compañeros de Bergenroth le encomendaron la misión de viajar allí para averiguar si era un buen lugar para fundar una colonia socialista utópica. Bergenroth partió del puerto británico de Southampton el 15 de julio de 1850 y llegó a San Francisco 71 días después siguiendo la ruta del istmo de Panamá (el canal aún no existía). Durante el viaje enfermó de fiebre amarilla y al llegar a California contrajo cólera y le robaron todas sus pertenencias. Trató de sobrevivir buscando oro pero no encontró así que terminó echándose al monte, aplicando las técnicas de supervivencia aprendidas en su infancia en los bosques de Prusia Oriental. Tras numerosas peripecias recibió dinero de sus compañeros y el 15 de abril de 1851 emprendió el viaje de vuelta a Alemania. Trajo un mensaje positivo, diciendo que la bahía de San Francisco era un lugar idóneo para fundar una colonia socialista pero para entonces sus compañeros se habían desanimado y habían abandonado el proyecto.

## Historiador

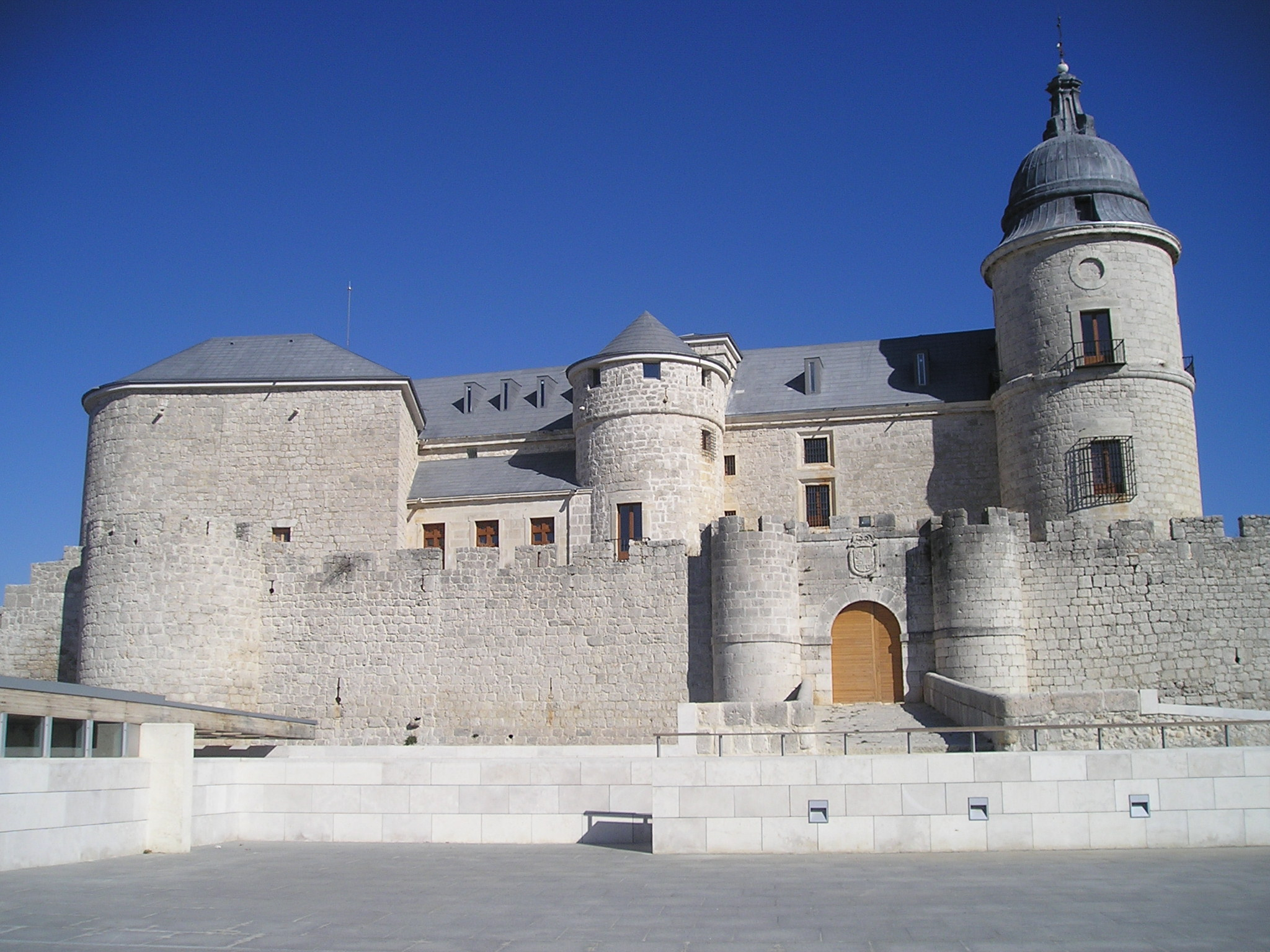
Castillo que alberga el Archivo General de Simancas.

Tras vagabundear durante varios años por Europa, Bergenroth se afincó en Inglaterra en 1857. Tenía por entonces 44 años y había decidido dar un giro a su vida para dedicarse a la investigación histórica, concretamente a escribir una historia de la dinastía Tudor inglesa. En el primer artículo que publicó analizó la rebelión de Wat Tyler de 1381 y concluyó que se había debido sobre todo a razones económicas.
Pronto Bergenroth se dio cuenta de que una gran parte de los documentos relativos a los Tudor debía encontrarse en los archivos españoles de aquella época, principalmente el Archivo General de Simancas, y decidió viajar a España para consultarlos. Por aquella época era muy raro que investigadores no españoles pudieran consultar aquellos archivos — el primer caso databa recién de 1844. El 20 de agosto de 1860 Bergenroth llegó a Simancas. Le patrocinaba la revista literaria Athenaeum, para la que debía escribir artículos desde España, y también le ayudó en los trámites el Ministerio de Asuntos Exteriores prusiano. Al ser la primera persona que investigaba la historia de Inglaterra en el archivo de Simancas, Bergenroth encontró numerosos documentos inéditos, muchos de ellos cifrados. Logró descifrar casi todas las claves españolas de los siglos XV y XVI y empezó a transcribir y traducir documentos que llamaron la atención del Master of the Rolls británico, que le ofreció publicar una compilación de los mismos.
El director del Archivo de Simancas opuso resistencia al trabajo de Bergenroth, consiguiendo en abril de 1861 que se le prohibiera copiar documentos cifrados. Quizás se debía a que Bergenroth se había convertido en la única persona viva capaz de entender aquellos papeles confidenciales. Bergenroth tuvo que acudir repetidas veces a Madrid para protestar ante las autoridades y lograr que le permitiesen continuar su trabajo. En una ocasión el secretario de la Real Academia de la Historia le dijo que el Gobierno solo trataba de evitar que se aireasen las «miserias de España».
En septiembre de 1861 Bergenroth se trasladó a Barcelona para investigar en el Archivo General de la Corona de Aragón y de allí retornó a Londres para supervisar la publicación del primer volumen de su monumental obra, el Calendar.... Por aquel entonces decidió también cambiar su objetivo, pasando de los Tudor a proyectar una historia del emperador Carlos V. El Calendar fue publicado en la primavera de 1863 y le supuso un importante reconocimiento público.
Además de seguir investigando en España, Bergenroth acudió a París, ya que los Archives de l'Empire contenían documentos sustraídos por los franceses del Archivo de Simancas y que no serían devueltos hasta 1941. También estuvo en Bruselas. En 1866 se publicó el segundo volumen del Calendar. La introducción redactada por Bergenroth resultó polémica y le costó duras críticas.
Tras dar un rodeo por Prusia, donde visitó a su madre, y por Roma, regresó a Simancas en 1867. Allí se encontró con la noticia de que el antiguo archivero había sido destituido pero el nuevo tampoco le facilitaba el trabajo, debido a órdenes secretas enviadas desde Madrid. Tuvo que intervenir personalmente el ministro de Fomento, que en audiencia con la reina logró una orden que finalmente eliminó todos los impedimentos puestos anteriormente a Bergenroth. Esto condujo al hallazgo de muchos nuevos documentos, ocultos hasta entonces, si bien algunos legajos resultaron haber desaparecido.
En marzo de 1868 Bergenroth volvió a Londres para supervisar la publicación de un volumen extra del Calendar. En noviembre partió de nuevo a París y de allí a Simancas. Al llegar se encontró con hambre, caos debido a la Revolución de 1868 y una epidemia de tifus, de la que cayó enfermo. Se trasladó a Madrid pero no mejoró. El 9 de febrero de 1869 escribió sus últimas líneas y el 13 de febrero falleció, poco antes de cumplir 55 años de edad. Los restantes volúmenes de su Calendar fueron publicados póstumamente bajo la dirección de Pascual de Gayangos.

## Principales hallazgos
El primer documento que publicó en Athenaeum fue una carta enviada por el diplomático Pedro de Ayala a los Reyes Católicos desde Londres en 1498 en la que relataba su embajada a Escocia y, de pasada, daba una valiosa noticia sobre las primeras expediciones inglesas de descubrimiento a Norteamérica.
Bergenroth fue el primero que halló documentos que mostraban que la hasta entonces llamada Juana la Loca, hija de los Reyes Católicos despojada del trono de Castilla, en realidad había sido víctima de una confabulación. Su madre, la reina Isabel, la habría desheredado porque no iba a misa ni quería confesarse. Su padre, Fernando, convenció en 1506 a su marido, Felipe el Hermoso, para encerrarla en Tordesillas. Años más tarde el hijo primogénito de Juana, Carlos, mantuvo el encierro y ordenó que la obligasen a escuchar misa y confesarse empleando tortura si fuere necesario. En 1520 los comuneros la sacaron de su cautiverio y la quisieron proclamar reina pero Juana se negó, alegando que ello era contrario a las normas de la Corona. Cuando las tropas de Carlos reconquistaron Tordesillas la volvieron a encerrar.
Fue también el primero en probar que entre 1525 y 1527 el papa Clemente VII y los protestantes se aliaron y estuvieron a punto de reconciliarse, movidos por su común rivalidad con el emperador Carlos V, que hizo todo lo que pudo para evitar dicha reconciliación. Asimismo encontró un documento, cuya autenticidad no pudo verificar, que afirmaba que Carlos de Austria, hijo primogénito de Felipe II, había sido ejecutado por orden de su propio padre.
Tras ocho años descubriendo los entresijos de la política europea del siglo XVI, Bergenroth afirmó que «Por desgracia, no he encontrado ningún héroe.»